# Максименко Дмитро Павлович
Дмитро Павлович Максименко (13 травня 1918, село Михайлівка, тепер Кам'янського району Черкаської області — ?) —  український радянський діяч, голова Кіровоградського облвиконкому. Депутат Верховної Ради УРСР 8—9-го скликань. Член Ревізійної комісії КПУ у лютому 1976 — лютому 1981 р.

## Біографія
Народився в бідній селянській родині. У 1935 році закінчив школу фабрично-заводського навчання.
З 1935 року — коваль, майстер ковальського цеху вагоноремонтного заводу залізничної станції Попасної на Луганщині. У 1938 році закінчив Попаснянську вечірню середню залізничну школу.
У 1938—1947 роках — служба на Північному військово-морському флоті. Учасник німецько-радянської війни. Служив матросом берегової оборони, молодшим командиром, командиром відділення 11-ї батареї Північного флоту.
Член ВКП(б) з 1941 року.
У 1947—1948 роках — коваль колгоспу «Радянська Україна» Кам'янського району Кіровоградської області.
У 1948—1952 роках — штатний пропагандист, завідувач відділу пропаганди і агітації, 2-й секретар Кам'янського районного комітету КП(б)У Кіровоградської області.
Закінчив Бобринецький сільськогосподарський технікум. У 1952 році закінчив Дніпропетровську партійну школу.
У 1952—1953 роках — 2-й секретар Хмелівського районного комітету КПУ Кіровоградської області.
У 1953—1961 роках — 1-й секретар Новоархангельського районного комітету КПУ Кіровоградської області.
У 1961—1962 роках — 1-й секретар Бобринецького районного комітету КПУ Кіровоградської області. У 1962—1965 роках — секретар партійного комітету Бобринецького виробничого колгоспно-радгоспного управління. У 1965—1968 роках — 1-й секретар Бобринецького районного комітету КПУ Кіровоградської області.
Закінчив Заочну Вищу партійну школу при ЦК КПРС і Уманський сільськогосподарський інститут.
У 1968 — 6 червня 1973 року — 2-й секретар Кіровоградського обласного комітету Комуністичної партії України.
У травні 1973 — березні 1980 року — голова виконавчого комітету Кіровоградської обласної ради депутатів трудящих.
З 1980 року — на пенсії.

## Нагороди
- орден Леніна
- орден Трудового Червоного Прапора
- два ордени «Знак Пошани»
- орден Вітчизняної війни 2-го ст. (6.04.1985)
- почесна грамота Президії Верховної Ради Української РСР (12.05.1978)